# Pablo Cortizo
Pablo Oscar Cortizo (La Plata, Provincia de Buenos Aires, Argentina; 1 de septiembre de 1989) es un futbolista argentino. Juega de  jmediocampista y su equipo actual es Club Atlético Brown de la Primera Nacional

## Trayectoria
En 2011, procedente de las inferiores de Ferro Carril Oeste, llegó al CNI de Iquitos para jugar el Campeonato Descentralizado 2011, donde fue mayormente suplente del peruano Ryan Salazar, y donde terminó descendiendo de categoría.
En 2012, se fue a jugar el Torneo Clausura Uruguayo para jugar por en Racing de Montevideo al lado de su compatriota Cristian Ortiz y el goleador del equipo Liber Quiñones, quedándose hasta junio de 2013.
En el exterior, jugó en el FC Inter Turku de Finlandia y en el Ayia Napa FC de Chipre (solo 6 meses y fue campeón).
Sus últimos clubes han sido Tiro Federal de Rosario (2015), Atlanta (2015) y Gimnasia de Jujuy.
En el mes de julio de 2019, Cortizo llega a Patronato de la mano de Mario Sciacqua, el DT de Patrón por esos momentos. Al volante central se le presentaba la gran oportunidad de jugar en la Primera División de Argentina, aunque sin suerte solo pudo disputar 2 partidos con el elenco entrerriano. En junio del 2020, con Gustavo Álvarez como entrenador del Rojinegro, se le comunicó que no sería tenido en cuenta para la próxima temporada.
En agosto del 2020 llega a Mitre para disputar la Primera Nacional en el conjunto de Santiago del Estero.
En 2021 recaló en Brown de Adrogué, conjunto dirigido por el reconocido Pablo Vicó, donde disputó 24 y fue capitán del equipo.
Durante 2022 tuvo breves pasos por Independiente Rivadavia y Los Andes, para luego en 2023 firmar con el Club Deportivo Argentino (Monte Maíz), en donde disputó 31 encuentros

## Clubes
| Club                                  | País      | Año           |
| ------------------------------------- | --------- | ------------- |
| CNI                                   | Perú      | 2011          |
| Racing Club                           | Uruguay   | 2012-2013     |
| FC Inter Turku                        | Finlandia | 2013          |
| Ayia Napa FC                          | Chipre    | 2014          |
| Tiro Federal (R)                      | Argentina | 2014-2015     |
| Atlanta                               | Argentina | 2015          |
| Gimnasia y Esgrima (J)                | Argentina | 2016-2017     |
| Gimnasia de Mendoza                   | Argentina | 2017-2019     |
| Patronato                             | Argentina | 2019-2020     |
| Mitre                                 | Argentina | 2020-2021     |
| Club Brown de Adrogué                 | Argentina | 2021-2022     |
| Club Sportivo Independiente Rivadavia | Argentina | 2022-2022     |
| Club Atlético Los Andes               | Argentina | 2022-2023     |
| Club Atlético Argentino               | Argentina | 2023-2024     |
| Club Sportivo Belgrano                | Argentina | 2024-presente |

## Palmarés

### Campeonatos nacionales
| Título           | Club         | País   | Año     |
| ---------------- | ------------ | ------ | ------- |
| Segunda División | Ayia Napa FC | Chipre | 2013-14 |

#### Otros logros
|                                                                                           |
| - Ascenso a la Primera B Nacional con Gimnasia de Mendoza en el Torneo Federal A 2017-18. |